# Santo Crucifixo
Santo Crucifixo és una freguesia (parròquia civil) de Cap Verd. Cobreix la part meridional del municipi de Ribeira Grande, de l'illa de Santo Antão.

## Subdivisions
La freguesia consta dels següents assentament, i la seva població segons el cens de 2010 era:
- Boca de Ambas Ribeiras (pop: 155)
- Boca de Coruja (pop: 504)
- Boca de João Afonso (pop: 166)
- Caibros (pop: 685)
- Chã de Pedras (pop: 1,266)
- Coculi (pop: 901)
- Corda (pop: 833)
- Figueiral (pop: 736)
- João Afonso (pop: 603)
- Lagoa (pop: 181)
- Lombo de Santa (pop: 298)
- Ribeirão (pop: 436)